# Ocnogyna vallantini
Ocnogyna vallantini är en fjärilsart som beskrevs av Jules Leon Austaut 1894. Ocnogyna vallantini ingår i släktet Ocnogyna och familjen björnspinnare. Inga underarter finns listade i Catalogue of Life.